# Cajanus cajanifolius
Cajanus cajanifolius là một loài thực vật có hoa trong họ Đậu. Loài này được (Haines) Maesen miêu tả khoa học đầu tiên.